# Lazar Marković
Lazar Marković (cirílico serbio: Лазар Марковић; 2 de marzo de 1994) es un futbolista serbio. Juega de centrocampista en el Baniyas Club de la UAE Pro League.
Fue descrito por Andrea Stramaccioni como un jugador con cualidades excepcionales e impresionante aceleración.

## Trayectoria

### Partizán
Se inicia en el fútbol en el equipo local FK Borac Cacak, para luego unirse a la academia de juveniles del FK Partizán en 2006, a la edad de 12 años. 5 años después, en mayo de 2011, fue promovido al primer equipo. Su debut profesional lo hizo en la victoria 2-1 contra Sloboda Užice, entrando en los últimos 18 minutos de partido, en la 2010-11 SuperLiga Serbia.
Para la temporada 2011-12 firmó su primer contrato profesional, por 5 años, con el Partizán. Marković jugó 26 partidos en la liga y anotó 6 goles, ayudando así a ganar el título de liga. Además se ganó un lugar en el Equipo del año de la 2011-12 SuperLiga Serbia.
Durante la temporada 2012-13 jugó en la fase de grupos de la UEFA Europa League, contra Rubin Kazan, Inter de Milán y Neftchi Baku, donde su equipo no logró pasar de ronda, pero impresionó individualmente por sus características. En la SuperLiga Serbia jugó 19 partidos y anotó 7 goles, logrando ganar el título de liga nuevamente, y por segunda vez consecutiva, un lugar en el equipo del año. Adicionalmente, el portal de deportes serbio Mozzart Sport incluyó a Marković entre los 25 mejores jugadores de liga durante esa temporada.

### Benfica
El 10 de junio de 2013 el sitio web oficial del Benfica anuncia la contratación de Lazar Marković por 5 temporadas. Su debut en la liga portuguesa fue el 25 de agosto en la victoria 2-1 del Benfica sobre Gil Vicente, donde anotó un gol decisivo a los 92 minutos que empataría el partido 1-1, para que un minuto más tarde su compañero de equipo Lima, anotara el 2-1 definitivo.
En la liga portuguesa 2013-14 jugó 26 partidos y anotó 5 goles, consiguiendo ganar su cuarto título de liga, esta vez con el Benfica. Además fue vicecampeón de la UEFA Europa League del mismo año, tras perder la final contra el Sevilla en la tanda de penales con resultado 4-2, luego de empatar 0-0 durante el tiempo reglamentario. Sin embargo Marković se perdió la final por suspensión al recibir tarjeta roja en el partido de vuelta de semifinales contra Juventus, por pelear con Mirko Vučinić.

### Liverpool
El 15 de julio de 2014, el Liverpool F.C. anuncia la contratación de Lazar Marković al Benfica por 20 millones de euros. 
Su debut en la Premier League, lo hace el 25 de agosto en la derrota 3-1 frente al Manchester City. Marković ingresó en el minuto 60 en sustitución de Philippe Coutinho.

### Cesión al Fenerbahçe
El 29 de agosto de 2015 se confirma la cesión por una temporada de Markovic al Fenerbahçe turco.

### Cesión al Sporting CP
El 31 de agosto de 2016 es enviado al Sporting CP de la primera división de Portugal.

### Cesión al Hull City
El 23 de enero de 2017 es enviado a préstamo al Hull City de la primera división de Inglaterra. 

### Cesión al RSC Anderlecht
El 31 de enero de 2018 se confirma una nueva cesión hasta final de temporada al RSC Anderlecht de la liga de Bélgica.

### Fulham
El 1 de febrero de 2019, el Fulham hizo oficial su fichaje hasta final de temporada.

### Regreso al Partizán
El 3 de septiembre de 2019 regresó al Partizán de Belgrado.

## Selección nacional
En octubre de 2009 Marković hizo su debut por la selección sub-17 de Serbia en la ronda clasificatoria para el Campeonato de Europa de la UEFA sub-17. En mayo del 2011 formó parte del mismo equipo en el Campeonato de Europa de la UEFA sub-17 que organizó Serbia. 
Lazar Marković se saltó su paso por la selección sub-19, ya que fue invitado directamente a la selección sub-21 de su país, para jugar en las clasificatorias del Campeonato Europeo de la UEFA sub-21 2013. Su debut lo hizo contra Dinamarca el 11 de octubre de 2011.
El 24 de febrero de 2012, Marković fue llamado para integrarse a la selección adulta de Serbia para los amistosos frente a Armenia y Chipre. Su debut fue frente a Armenia el 28 de febrero, tres días antes de su cumpleaños número 18. Su primer gol internacional por Serbia fue en la victoria 3-1 contra Chile en un amistoso internacional el 14 de noviembre de 2012.

## Clubes
| Club                 | País       | Año       |
| -------------------- | ---------- | --------- |
| Partizán de Belgrado | Serbia     | 2011-2013 |
| S. L. Benfica        | Portugal   | 2013-2014 |
| Liverpool F. C.      | Inglaterra | 2014-2015 |
| Fenerbahçe S. K.     | Turquía    | 2015      |
| Sporting Lisboa      | Portugal   | 2016      |
| Hull City A. F. C.   | Inglaterra | 2017      |
| R. S. C. Anderlecht  | Bélgica    | 2018      |
| Fulham F. C.         | Inglaterra | 2019      |
| Partizán de Belgrado | Serbia     | 2019-2022 |
| Gaziantep F. K.      | Turquía    | 2022-2023 |
| Trabzonspor          | Turquía    | 2023      |
| Gaziantep F. K.      | Turquía    | 2023-2024 |
| Baniyas Club         | EAU        | 2024-     |

## Palmarés

### Campeonatos nacionales
| Título                      | Club                 | País     | Año     |
| --------------------------- | -------------------- | -------- | ------- |
| Superliga de Serbia         | Partizán de Belgrado | Serbia   | 2010-11 |
| Superliga de Serbia         | Partizán de Belgrado | Serbia   | 2011-12 |
| Superliga de Serbia         | Partizán de Belgrado | Serbia   | 2012-13 |
| Primeira Liga               | S. L. Benfica        | Portugal | 2013-14 |
| Taça de Portugal            | S. L. Benfica        | Portugal | 2013-14 |
| Copa de la Liga de Portugal | S. L. Benfica        | Portugal | 2013-14 |